# Новий світ (телепрограма)
Новий світ (кор. 신세계로부터) — це південнокорейське реаліті-шоу, в якому учасники вирушають на острів Ведо та проводять там 6 днів, попутно виконуючи завдання з метою зароблення віртуальної валюти. Телешоу виходило на Netflix з 20 листопада 2021 до 4 листопада 2021. У головних ролях Лі Син Ґі, Ин Джі Вон, Кім Хі Чоль, Чо Бо А, Пак На Ре, Кай. 

## Акторський склад
- Лі Син Ґі
- Ин Джі Вон
- Кім Хі Чоль
- Чо Бо А
- Пак На Ре
- Кай

## Серії
| № серії | Назва серії | Оригінальна дата показу |
| --- | ----------- | ----------------------- |
| 1 | «Серія 1»   | 20 листопада 2021       |
| Команда прибуває на острів, де вже чекають будинки мрії та неймовірні пригоди. Під час урочистого відкриття учасники відкривають скриньку Пандори, повну можливостей.    |             |                         |
| 2 | «Серія 2»   | 20 листопада 2021       |
| Наступного дня рішення за більшістю, оскільки подальші дії та доля учасників визначаються голосуванням. Свої двері відчиняє Магазин тіней, де на продаж є дещо особливе. |             |                         |
| 3 | «Серія 3»   | 27 листопада 2021       |
| На землю Нового світу падає метеорит, за який починають відчайдушно боротися його мешканці. Предмет, що принесе найбільшу винагороду, ніяк не знайде свого власника.     |             |                         |
| 4 | «Серія 4»   | 27 листопада 2021       |
| Учасники занижують вартість чужих об’єктів, вдаючись до хитрощів і наговорів. Кожен землевласник хоче вигідно продати нерухомість на черговому змаганні в Новому світі.  |             |                         |
| 5 | «Серія 5»   | 4 грудня 2021           |
| Між багачами й злидарями починається жорстка гонитва, коли на четвертий день невідома помилка призводить до вимкнення камер спостереження на острові.                    |             |                         |
| 6 | «Серія 6»   | 4 грудня 2021           |
| У домівки учасників вдирається зловмисник. Оновлені рейтинги демонструють несподіваних переможців і переможених у гонитві з камерами спостереження.                      |             |                         |
| 7 | «Серія 7»   | 11 грудня 2021          |
| На п’ятий день учасники отримують перше командне завдання: знайти цінні перлини. Зрештою шляхом голосування вони повинні будуть злити когось із конкурентів.             |             |                         |
| 8 | «Серія 8»   | 11 грудня 2021          |
| Під час останньої вечері несподіваний тандем змінює хід гри. Учасники мають знайти час на виконання останнього завдання, перш ніж покинуть острів.                       |             |                         |